# B-TRIBE TV
『B-TRIBE TV』(ビートライブティービー)は、KBS京都にて2010年1月7日から2019年8月30日まで放送されていたテレビ番組。木曜放送、火曜放送を経て、2015年10月より毎週金曜日深夜23時30分から30分番組として放送された。

## 概要
京都のストリートダンス スクール「B-TRIBE」の面々が、ダンス、ダブルダッチ、ストリートカルチャーの楽しさを伝えてゆくという内容。
メインナビゲーターは京都のカリスマダンサー・TARBO。アシスタントはA2のAKARIとAOI（シーズン1、vol.1 - vol.12）、WAKANAとYUKI（シーズン2.3、vol.13 - vol.39）。ニュースキャスターは 「B-TRIBE U-18」のオフィシャルメンバーのFUKI。ナレーションなどに「B-TRIBE U-18」のオフィシャルメンバーのCHIAKI。準レギュラーとしてプロダブルダッチチーム「alttype」の面々。
新聞、雑誌、web等のラテ欄では『B-TRIBE TV』ではなく『ダンスTV』と表記されている。
番組内コピーは、大阪・関西を代表する広告クリエイター・大物制作者・コピーライターの福田浄が、コピーライターKIYOSHI名義で提供。同番組が送る「ビートライブコピー大賞」も同氏による審査。同審査からは「広告コンテスト荒らし」でもあるコピーライター田中貴弘などが入賞。